# アラマズド
アラマズド（アルメニア語: Արամազդ）とは、アルメニアにおけるキリスト教伝来前までの主神である。アルメニアの伝説的英雄である美麗王アラと、ゾロアスター教のアフラ・マズダーの伝承が融合した神で、ヘレニズム時代のゼウスの影響も見られる。すべての神や女神の父、天と地の創造神と考えられていた。
光と太陽と豊穣の神として崇められ、古代アルメニアにおいて文化と政治の中心であったが、3世紀の終わりごろキリスト教を国教としたことから、アラマズドの信仰は終焉を迎えた。
名前の最初の2文字ARはインド・ヨーロッパ祖語の「太陽、光、生活」の起源である。地球の豊饒の源とされており、古いアルメニアのカレンダーで3月21日（また春分）にアラマズドの祭典が催された。